# Kira Stepánova
Kira Valérievna Stepánova –en ruso, Кира Валерьевна Степанова– (Enguels, 12 de noviembre de 1993) es una deportista rusa que compite en piragüismo en la modalidad de aguas tranquilas.
Ganó una medalla de bronce en el Campeonato Mundial de Piragüismo de 2021 y tres medallas de bronce en el Campeonato Europeo de Piragüismo entre los años 2014 y 2018.
En los Juegos Europeos de Minsk 2019 obtuvo una medalla de bronce en la prueba de K2 500 m. Participó en dos Juegos Olímpicos de Verano, en los años 2016 y 2020, ocupando el quinto lugar en Río de Janeiro 2016, en la prueba de K2 500 m.

## Palmarés internacional
| Campeonato Mundial | Campeonato Mundial       | Campeonato Mundial | Campeonato Mundial |
| Año                | Lugar                    | Medalla            | Competición        |
| ------------------ | ------------------------ | ------------------ | ------------------ |
| 2021               | Copenhague (Dinamarca)   | Medalla de bronce  | K4 500 m           |
| Juegos Europeos    |                          |                    |                    |
| Año                | Lugar                    | Medalla            | Competición        |
| 2019               | Minsk (Bielorrusia)      | Medalla de bronce  | K2 500 m           |
| Campeonato Europeo |                          |                    |                    |
| Año                | Lugar                    | Medalla            | Competición        |
| 2014               | Brandeburgo (Alemania)   | Medalla de bronce  | K4 500 m           |
| 2015               | Račice (República Checa) | Medalla de bronce  | K4 500 m           |
| 2018               | Belgrado (Serbia)        | Medalla de bronce  | K4 500 m           |